# Erling Wälivaara
Erling Ingemar Wälivaara, född 20 juli 1941 i Pajala, död 17 november 2022 i Örnäsets distrikt i Luleå, var en svensk politiker (kristdemokrat). Han var ordinarie riksdagsledamot 1998–2006, invald för Norrbottens läns valkrets.
I riksdagen var han ordförande i sammansatta utrikes- och försvarsutskottet 2004. Han var ledamot i utbildningsutskottet 1998–2002 och försvarsutskottet 2002–2006. Han var även suppleant i försvarsutskottet och sammansatta utrikes- och försvarsutskottet.
Wälivaara var kyrklig ledare för laestadianerna i Norrbotten. Han är bland annat känd för sitt kritiserade uttalande om att homosexuellas handlingar enligt bibeln är fel och jämförbart med att kleptomaner stjäl och att pyromaner, som älskar se eld, bränner ner hus.